# فرودگاه پورتو ترومبتاس
فرودگاه پورتو ترومبتاس (به انگلیسی: Porto Trombetas Airport) (به زبان بومی: Aeroporto de Porto Trombetas) یک فرودگاه خصوصی و همگانی مسافربری با کد یاتا TMT است که یک باند فرود آسفالت دارد و طول باند آن ۱۶۰۰ متر است. این فرودگاه در کشور برزیل قرار دارد و در ارتفاع ۸۷ متری از سطح دریا واقع شده است.

## شرکت‌های هواپیمایی و مقصدهای پروازی
| شرکت‌های هواپیمایی     | مقصدهای پروازی                                                |
| --------------------- | ------------------------------------------------------------- |
| آزول برزیلین ایرلاینز | آلتمیرا، ول د کائس، ادواردو گومز، سانتارم استاد ویلسون فونسکا |